# Червоное (Криворожский район)
Черво́ное (укр. Червоне) — село,
Червоненский сельский совет,
Криворожский район,
Днепропетровская область,
Украина.
Код КОАТУУ — 1221887001. Население по переписи 2001 года составляло 825 человек.
Является административным центром Червоненского сельского совета, в который, кроме того, входят сёла
Гомельское,
Запорожец,
Калиновка,
Рудничное,
Чабаново и
Незалежное.

## Географическое положение
Село Червоное примыкает к посёлку Рядовое.
Рядом проходят автомобильная дорога Т-0418 и железная дорога, станция Рядовая в 1-м км.

## История
- Село Червоное возникло в 1932 году. Дважды — в 1937 и 1970 гг. — в связи со строительством Анновского карьера его переносили на новое место.

## Экономика
- ООО «Агрофирма „Красный Забойщик“».

## Объекты социальной сферы
- Школа.
- Дом культуры.
- Фельдшерско-акушерский пункт.